# Pyrausta nicalis
Pyrausta nicalis là một loài bướm đêm trong họ Crambidae.